# Zalew Ruszkowski
Zalew Ruszkowski – sztuczne jezioro w centralnej Polsce w województwie wielkopolskim powstałe w 1979 r. w wyniku powodzi na Warcie. Zbiornik jest położony w granicach administracyjnych miasta Koła, osiedla Przedmieście Kaliskie. Przepływa przez niego rzeka Teleszyna.

## Informacje ogólne
Zalew powstał w latach 70. XX wieku, poprzez wylanie rzeki Warty. Dukt na skraju lasu dzieli dwa skrajnie się różniące siedliska. Pierwsze stanowią wydmy śródlądowe z murawami napiaskowymi. Występują tam fragmenty ciekawych siedlisk, jak bór chrobotkowy, murawy ciepłolubne, wrzosowiska i murawy bliżniczkowe. Wydma została zalesiona, dlatego większe otwarte fragmenty porośnięte murawami szczotlichowymi są rzadkie. Odnajdziemy je jedynie na obrzeżach. Drugie to torfowisko przejściowe i trzęsawisko. Płaty wymienionego siedliska są coraz rzadsze i zagrożone przede wszystkim zmianami warunków wodnych.
Występują tu m.in.: gęś gęgawa, błotniak stawowy, kulik wielki, krwawodziób, rycyk, czajka, bąk, świerszczak, brzęczka, remiz i wiele innych. Obie ostoje odwiedzają sarny i dziki. Tereny wilgotne, które upodobały sobie bobry, są jednocześnie wylęgarnią dla płazów, m.in. dla żab: trawnej, moczarowej i wodnej oraz kumaka nizinnego. Spotkać tu można także jaszczurkę zwinkę i zaskrońca. W wodzie pływa karp, leszcz, karaś, płoć, sandacz, rzadko występujący miętus pospolity. W zaroślach w okresie przelotów zatrzymują się tysiące ptaków. W okresie lęgowym mają tam swoje punkty rozrodu m.in. gęsi, błotniaki.

## Stan obecny
Obszarem opiekuje się obecnie Koło Polskiego Związku Wędkarskiego nr 26 przy kolskim Urzędzie Miejskim. Organizacja chce zadbać o tę okolicę, nie naruszając naturalnego terenu, zrobić stanowiska. W przyszłości przy akwenie pojawią się tablice mówiące, co można w nim złapać oraz informujące o nadrzecznej wydmie i torfowisku. To właśnie ze względu na wspólne występowanie tych zjawisk wskazana strefa powinna być przedmiotem troski i zainteresowania.
Przez wielu mieszkańców zalew traktowany jest jako kąpielisko – pływanie w nim jest jednak zabronione.